# Liste von Sakralbauten im Main-Tauber-Kreis

Die Liste von Sakralbauten im Main-Tauber-Kreis umfasst die Kirchengebäude, Moscheen, Synagogen und sonstige Sakralbauten im Main-Tauber-Kreis in Baden-Württemberg. Der Artikel ist in Teillisten für die Städte und sonstigen Gemeinden des Main-Tauber-Kreises aufgeteilt, die keinen Anspruch auf Vollständigkeit erheben.

## Sakralbauten im Main-Tauber-Kreis

### Organisation und Struktur
Die Trennlinien der Zuständigkeitsbereiche der übergeordneter Organisationseinheiten für die einzelnen Sakralbauten des Kreises verlaufen – sowohl religionsübergreifend (bei den christlichen und jüdischen Sakralbauten) als auch konfessionsübergreifend (bei den christlichen Sakralbauten) bis auf wenige einzelne Ausnahmen – überwiegend anhand der einstigen Trennlinien des Kreisgebiets in einen badischen und württembergischen Teil.

#### Christliche Sakralbauten
Die römisch-katholischen Sakralbauten des Main-Tauber-Kreises liegen im Zuständigkeitsbereich des Dekanats Tauberbischofsheim (in den ehemals badischen Gebieten des Kreises) des Erzbistums Freiburg sowie im Zuständigkeitsbereich des Dekanats Mergentheim (in den ehemals württembergischen Gebieten des Kreises) der Diözese Rottenburg-Stuttgart.
Die evangelischen Sakralbauten des Main-Tauber-Kreises liegen im Zuständigkeitsbereich des Kirchenbezirks Wertheim und des Kirchenbezirks Adelsheim-Boxberg (in den ehemals badischen Gebieten des Kreises) der Evangelischen Landeskirche in Baden sowie im Zuständigkeitsbereich des Kirchenbezirks Weikersheim (in den ehemals württembergischen Gebieten des Kreises) der Evangelischen Landeskirche in Württemberg.
An weiteren christlichen Sakralbauten bestehen Königreichssäle der Jehovas Zeugen in Lauda und Wertheim.

#### Jüdische Sakralbauten
Die jüdischen Sakralbauten des Main-Tauber-Kreises lagen in den Zuständigkeitsbereichen des Bezirksrabbinats Wertheim sowie des Bezirksrabbinats Merchingen (im ehemals badischen Teil des Main-Tauber-Kreises) sowie in den Zuständigkeitsbereichen des Bezirksrabbinats Mergentheim sowie des Bezirksrabbinats Weikersheim (im ehemals württembergischen Teil des Main-Tauber-Kreises).

#### Muslimische Sakralbauten
Die muslimischen Sakralbauten des Main-Tauber-Kreises stehen unter der Trägerschaft der Moscheevereine in Lauda und Wertheim, die jeweils eine Moschee betreiben und beide Mitglied des Dachverbandes DİTİB sind.

### Teillisten von Sakralbauten nach Kommunen des Kreises
Um zu einer Teilliste von Sakralbauten im Main-Tauber-Kreis zu gelangen, bitte die entsprechende Stadt bzw. Gemeinde anklicken: